# 北村裕子
北村 裕子（きたむら ゆうこ、1972年10月25日 - ）は、日本のタレントでありザ・ポチの元メンバー。
レイズインに所属。

## 人物・来歴
大阪朝日放送製作『合コン!合宿!解放区』で出場チーム入場時&合宿出発時のプラカードガールとして出演していた。
高橋麻弥が病気になった故、ザ・ポチに途中加入した。
1992年「Top of the Audition」審査員賞受賞。

## ビデオ
- 妖女伝説セイレーン3
- はいすくーる・ゴーストバスターズ

## 写真集
- ペパーミント　Peppermint